# زنجیرواره

جابجایی تکیه‌گاه‌ها و تغییر شکل زنجیرواره

زنجیرواره یا کَتِنِری (به انگلیسی: Catenary) منحنی ایده‌آلِ حاصل از آویزان بودن زنجیر یا طنابی است که در طول خود جرم یکنواخت دارد و در دو سر آن تکیه‌گاه قرار گرفته است.
زنجیرواره شکلی شبیه به سهمی دارد اما سهمی نیست و معادلهٔ منحنی‌شان متفاوت است؛ سهمی تابعی درجه دو است در حالی که زنجیرواره تابعی هذلولوی است.
زنجیرواره و منحنی‌های مرتبط با آن در معماری، مهندسی و خصوصاً در طراحی پل‌ها و طاق‌ها کاربرد دارند. از فرم زنجیروارهٔ معکوس در طراحی طاق‌های قوسی استفاده می‌شود؛ طاق کسرا از دوران باستان و طاق دروازه در سنت لوئیس آمریکا از این دست هستند.

## تعریف ریاضیاتی
فرم معادلهٔ منحنی زنجیرواره در دستگاه مختصات دکارتی به صورت زیر است:

زنجیرواره‌ها، به ازای مقادیر مختلف

{\displaystyle y=a\cosh \left({\frac {x}{a}}\right)={\frac {a}{2}}\left(e^{\frac {x}{a}}+e^{-{\frac {x}{a}}}\right)}

## نگارخانه

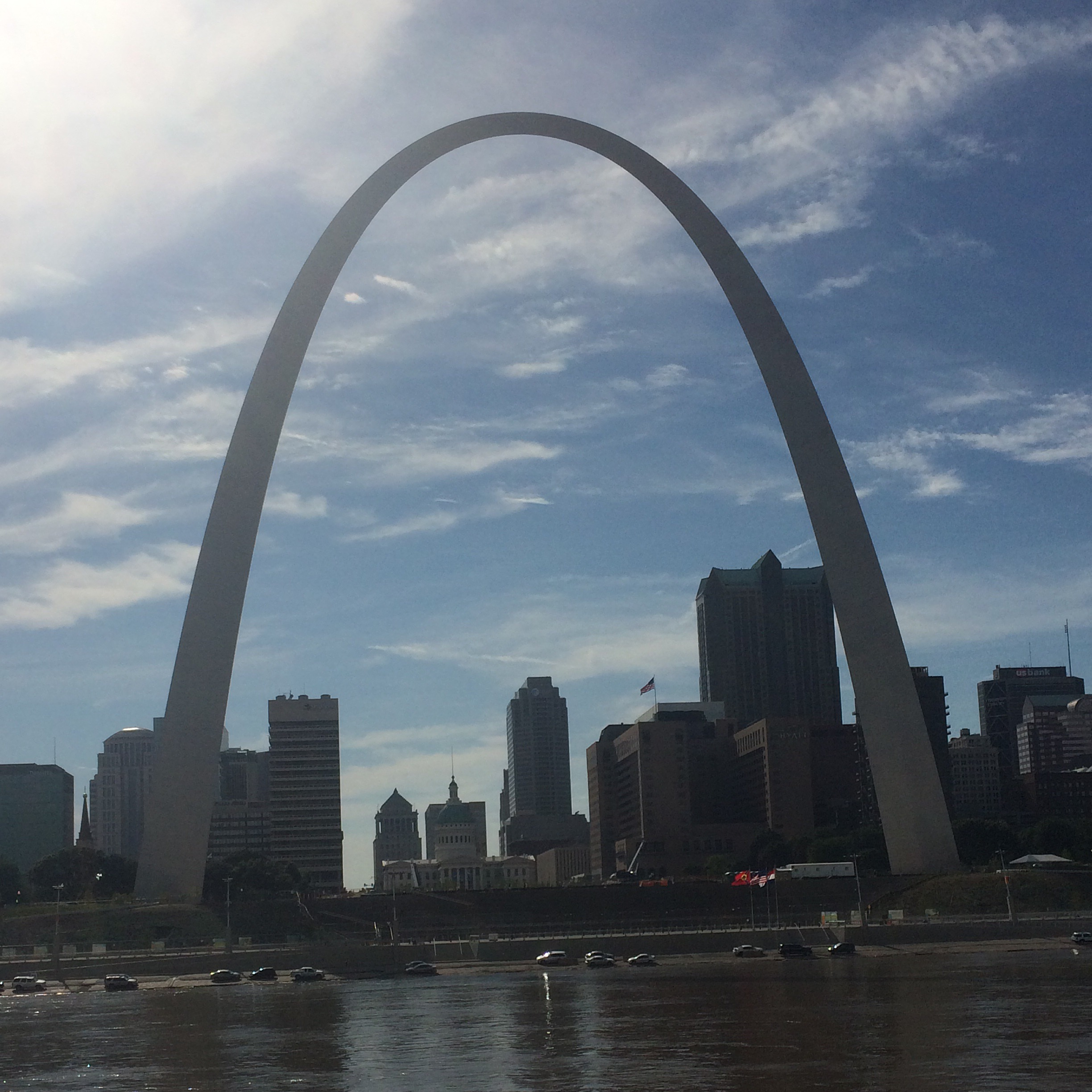
طاق دروازه در سنت لوئیس
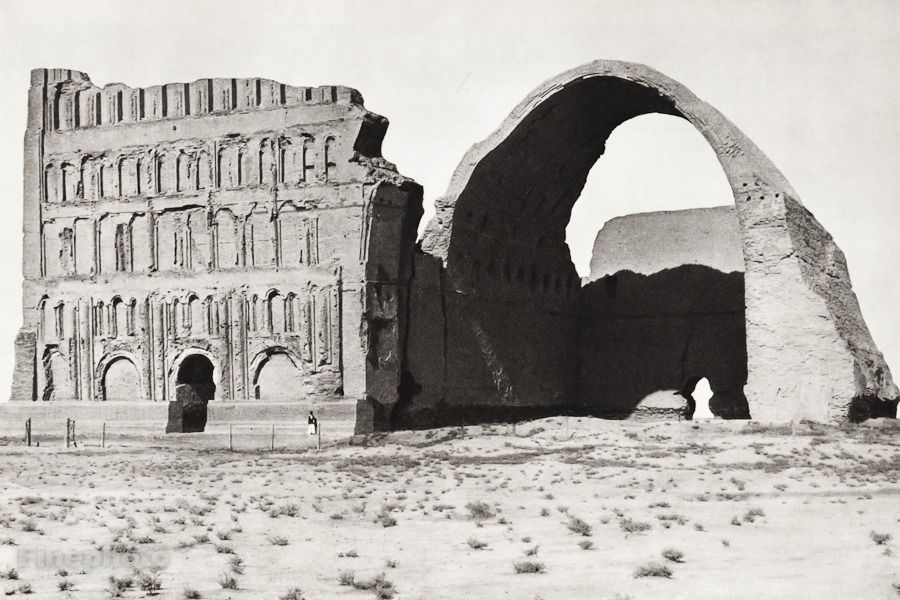
طاق کسرا
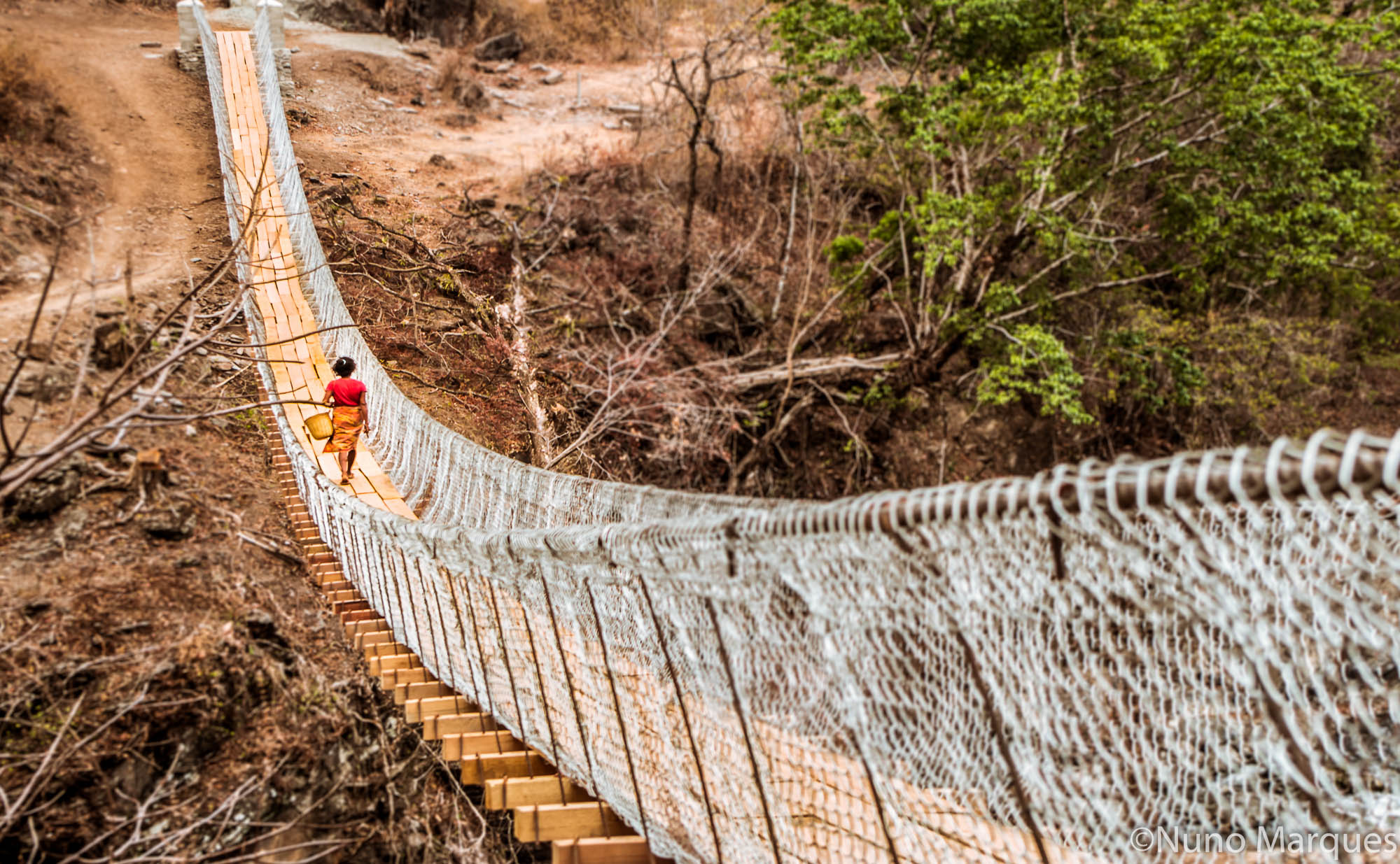
پلی معلق در تیمور شرقی